# Uškovskij
L'Uškovskij (in russo Ушковский?), chiamato anche Uškovskaja sopka (Ушковская сопка) e Ploskaja Dal'njaja (Плоская Дальняя), è uno stratovulcano attivo situato nella parte centrale della Kamčatka, in Russia. 

## Descrizione
L'Uškovskij fa parte del gruppo Ključevskaja che comprende 13 vulcani tra cui: Udina, Srednjaja, Ključevskaja Sopka, Bezymjannyj, Tolbačik e Kamen'. Si trova a ovest del Ključevskaja Sopka e forma un unico massiccio con il vulcano Krestovskij (chiamato anche Ploskaja Bližnjaja). L'Uškovskij ha un'altezza assoluta di 2923 m. La sommità è sormontata da una caldera rotonda di 4,5 km × 5,5 km, riempita da uno spesso strato di ghiaccio. Le rocce sono rappresentate da basalti piroclastici. L'ultima eruzione risale al 1890.